# Mitropolitikos Naos Ypapantis tou Kyriou
Mitropolitikos Naos Ypapantis tou Kyriou (neugriechisch Μητροπολιτικός Ναός Υπαπαντής του Κυρίου ‚Kathedrale der Darstellung des Herrn‘) ist der Name der katholischen Kirche und ehemaligen Kathedrale in Chora auf der griechischen Kykladeninsel Naxos. Das Kirchengebäude steht auf dem höchsten Punkt des Kastro (Κάστρο) genannten Zentrums der Inselhauptstadt und gehört zum Erzbistum Naxos, Andros, Tinos und Mykonos mit Sitz in Xinara auf der Insel Tinos.

## Geschichte

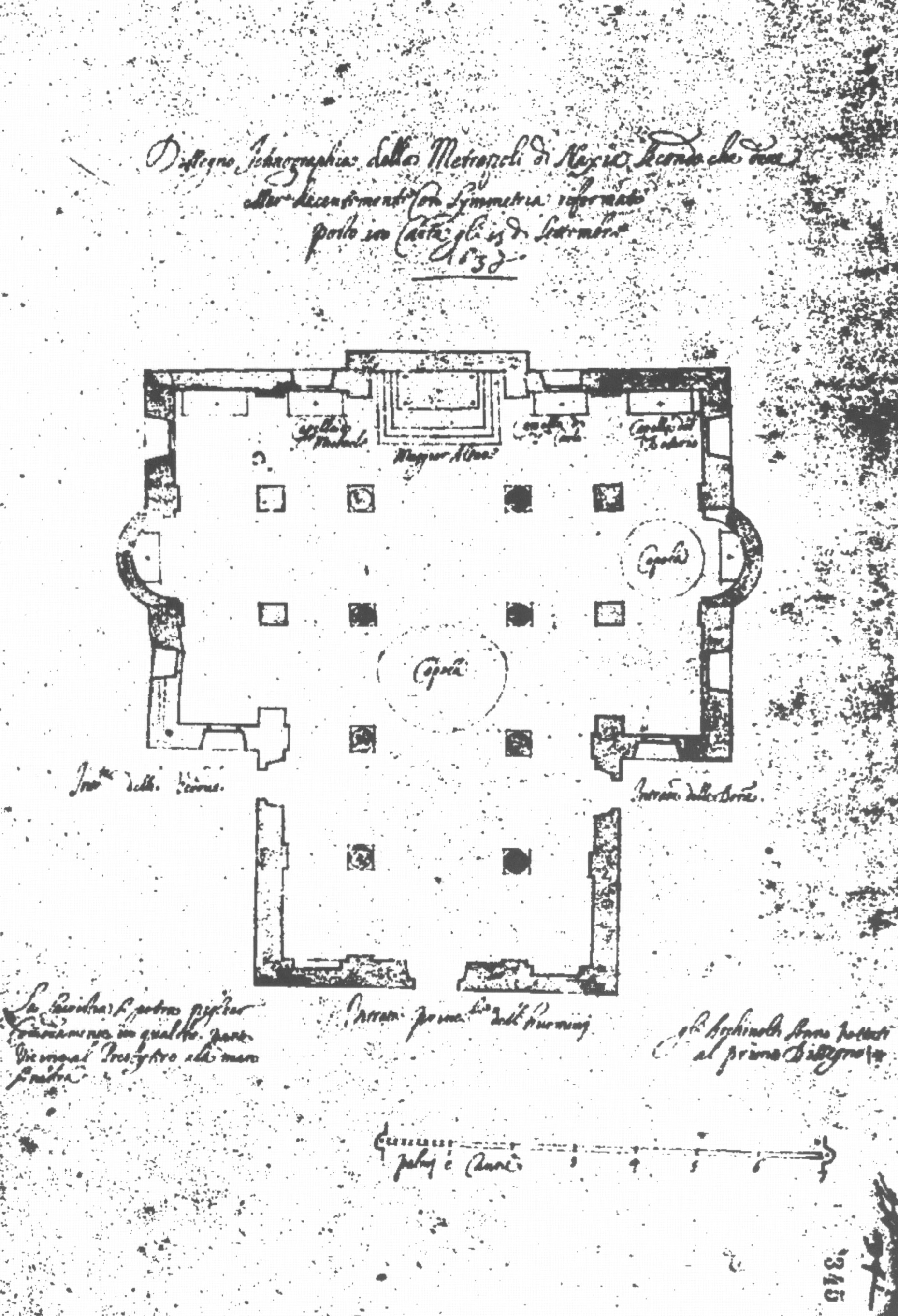
Grundrisszeichnung der Kirche von 1638

Die Geschichte des Kirchengebäudes beginnt mit dem Bau des Kastros Anfang des 13. Jahrhunderts. Nach der Eroberung Konstantinopels beim Vierten Kreuzzug wurden die gewonnenen Gebiete des Byzantinischen Reiches unter den Siegern aufgeteilt. Im Jahr 1207 entstand das Herzogtum Archipelagos, auch Herzogtum Naxos genannt, gegründet durch den venezianischen Adligen Marco Sanudo, einen Teilnehmer des Kreuzzugs und Neffen des Dogen Enrico Dandolo. Zur Sicherung des Herzogtums wurde das heute Kastro genannte venezianische Kastell angelegt, möglicherweise auf den Grundmauern einer früher existierenden byzantinischen Befestigung.
Das älteste Gebäude innerhalb der Mauern des Kastros ist die orthodoxe Kirche Panagia Theoskepasti (Παναγία η Θεοσκέπαστη), vermutlich aus dem 9. oder 10. Jahrhundert. Mit der zwangsweisen Einführung des lateinischen Christentums der neuen Herrscherschicht wurde nordwestlich vor dem herzoglichen Palast, dem späteren Palast des Erzbischofs, die katholische Kathedrale erbaut. Sie bestand zunächst aus dem Mittelschiff mit einer Kuppel und zwei Seitenschiffen. Bis 1536 wurden zwei weitere Seitenschiffe angefügt. Als Baumaterial für die Kathedrale wie des gesamten Kastros wurden Teile der antiken Akropolis und des 500 Meter entfernten unvollendeten Apollontempels auf der Halbinsel Palatia verwendet, von dem noch die Portara als Wahrzeichen Naxos’ erhalten ist.
Das Herzogtum Archipelagos bestand bis 1579, zunächst unter der Dynastie Sanudo, ab 1383 unter der Dynastie Crispo. Letzter Herzog war der von Sultan Selim II. 1566 eingesetzte Marrane Joseph Nasi, der Naxos jedoch nie betrat. Aber auch danach blieb die Kathedrale religiöser Mittelpunkt der Katholiken der Insel. In den Boden der Kirche sind die Grabsteine mit den Wappen adliger Familien und Personen meist venezianischer Herkunft eingelassen, wie unter anderem die Barozzi, Crispi, Dambi, Frangopoulou, Grimaldi, Loredani, Giustiniani, de Raimond-Modène, Della Rocca und Sommaripa. In der Zeit der ottomanischen Herrschaft bis Anfang des 19. Jahrhunderts verstand sich Frankreich unter den Bourbonen als Schutzmacht der römisch-katholischen Gemeinde. Im Jahr 1915 kam es durch einen Wassereinbruch zu großen Schäden am Kirchengebäude. So gingen viele Grabsteine, Gruften und Gräber verloren. Von der hölzernen Kanzel blieben auf heute nur die Bildnisse der vier Evangelisten.

## Beschreibung

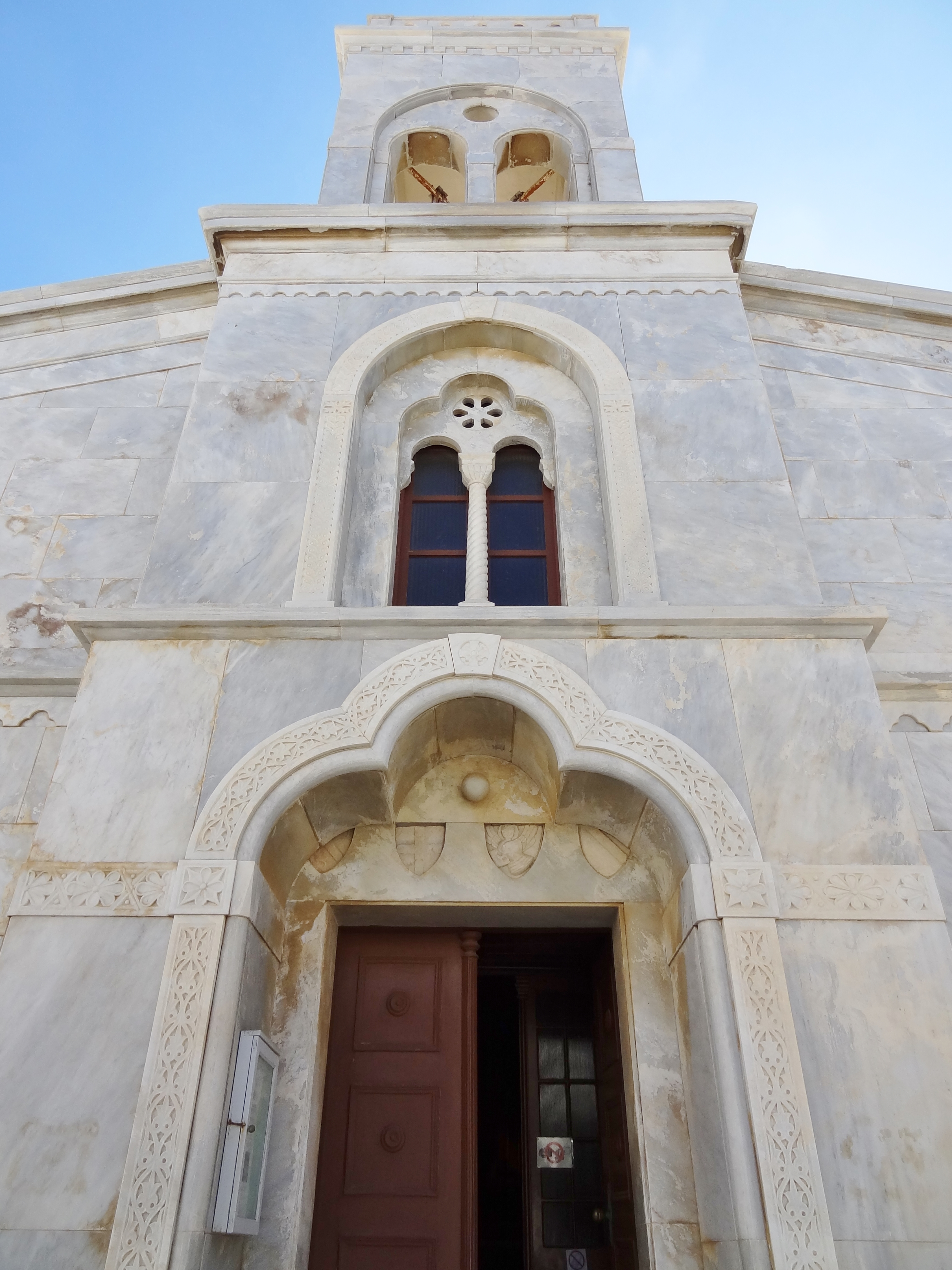
Haupteingang mit Glockenturm (Die äußeren Wappen über dem Eingang sind die des Marco Sanudo)

Die katholische Kirche steht direkt vor der kleineren orthodoxen Panagia Theoskepasti und verdeckt diese dadurch. Bei der ehemaligen Kathedrale handelt sich um einen fünfschiffigen Kirchenbau mit einer großen Kuppel in der Mitte und zwei kleineren auf den äußeren Seitenschiffen. Der Eingang befindet sich im Westen. Dort sind über dem Türsturz vier Wappen eingearbeitet, wovon die äußeren beiden, die herzoglichen Wappen des Marco Sanudo darstellend, durch eine vorgesetzte Fassade je halb verdeckt werden. Die inneren Wappen zeigen links ein Kreuz und rechts den Markuslöwen. Direkt über dem Eingang befindet sich der Glockenturm mit Flachdach und Balustrade. Sowohl die Westfassade wie auch der Glockenturm wurden 1963 von Ioannes Phillipotes mit Marmor von Tinos verkleidet.

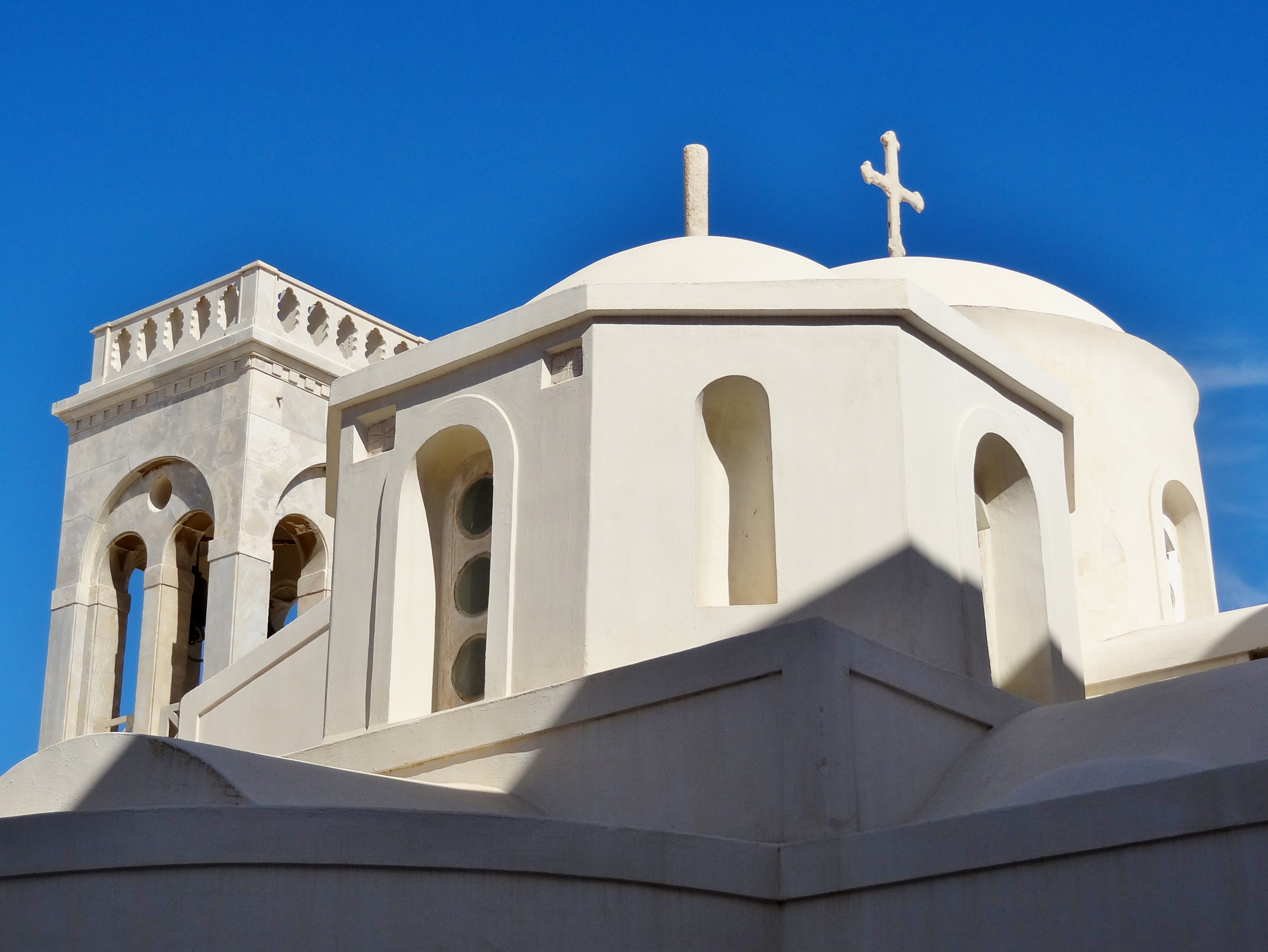
Glockenturm und Kirchenkuppeln

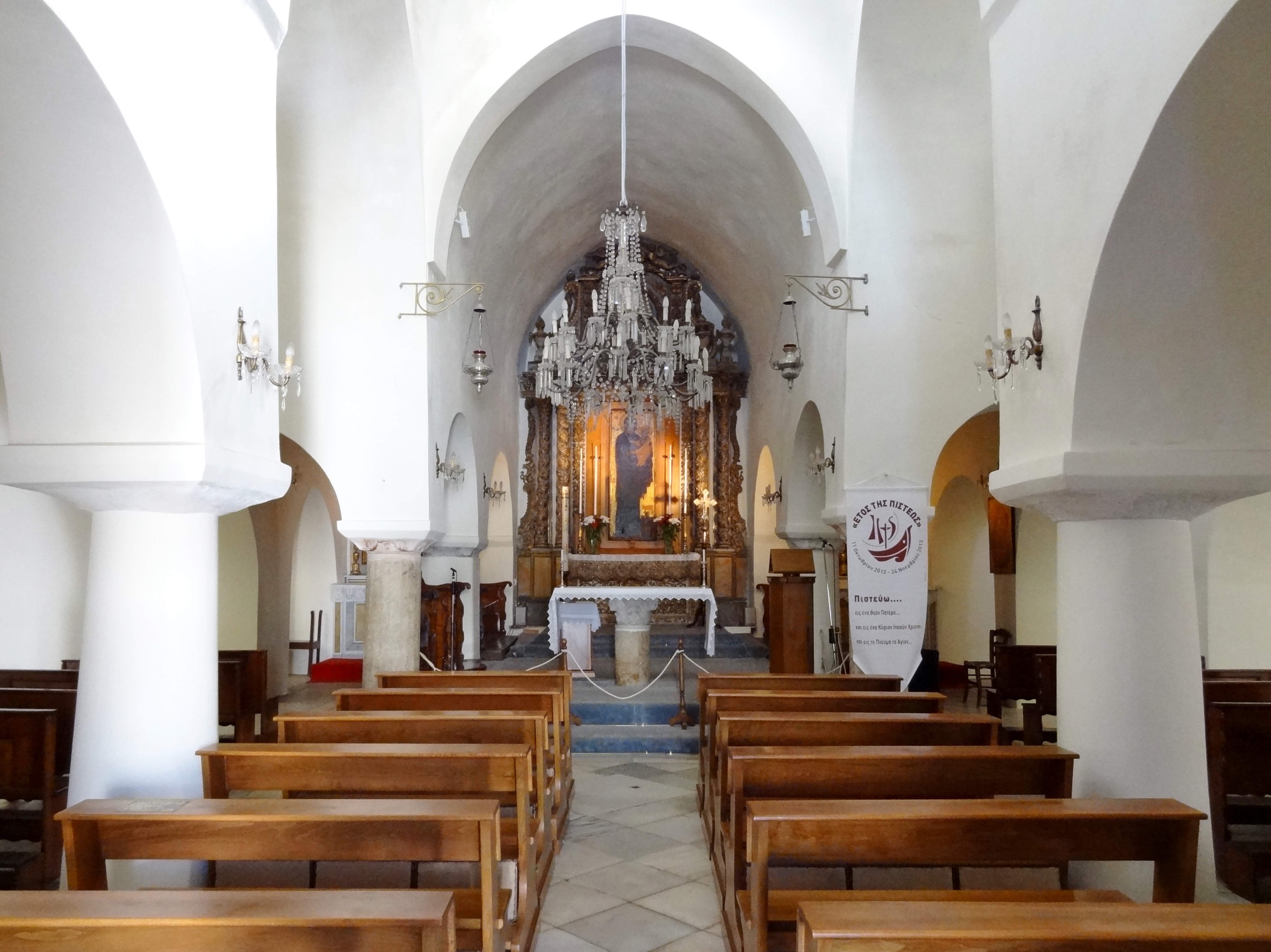
Mittelschiff der Kirche

Das Haupt- oder Mittelschiff der ehemaligen Kathedrale ist annähernd von West nach Ost ausgerichtet, wobei sich der Hauptaltar im Osten befindet. Die Kuppel über der Vierung erhebt sich auf einem runden Tambour mit vier Fenstern genau in der Mitte der Kirche. Die Fenster mit barocken Holzschnitzelementen wurden 1744 von zwei Künstlern aus Chios gefertigt. Das Querhaus ist nur angedeutet, der nördliche und südliche Querarm sind Teile der inneren Seitenschiffe. An diese schließen sich im Norden und Süden die später errichteten äußeren Seitenschiffe mit den kleineren Kuppeln an. Das südliche äußere Seitenschiff besitzt, im Gegensatz zum nördlichen, eine mit einem kleinen Fenster versehene Apsis unterhalb der Kuppel, die am äußeren Baukörper zu erkennen ist.
Der Innenraum der Kirche ist mit naxischem Marmor ausgelegt. In die Fußböden der Seitenschiffe sind zahlreiche Gedenksteine aus dem 17. und 18. Jahrhundert mit den Wappen katholischer Adliger eingelassen. Bei der Restaurierung der Kirche 1972 entdeckte man im Mittelschiff vier bis dahin unter einer Schicht aus Verputz und Stein befindliche unterschiedliche Säulen aus dem 4. bis 6. Jahrhundert, drei von ihnen aus Granit. In der Mitte des Schiffes hängen zwei Gemälde der Heiligen Theoktiste (Theoktisti), eines davon aus dem 16. Jahrhundert, das andere jüngeren Datums. Die aus Mithymna auf Lesbos stammende Heilige soll im 9. Jahrhundert etwa 35 Jahre als Eremitin in der verlassenen Katapoliani-Kirche auf der damals unbewohnten Insel Paros gelebt haben.
Hinter dem Hochaltar des Mittelschiffs steht das kunstvoll ausgearbeitete, an der Spitze mit einer französischen Lilie unter einer Krone geschmückte barocke Retabel mit dem Bildnis der barmherzigen Jungfrau, auch Madonna die Gnädige genannt, aus dem 11. oder 12. Jahrhundert. Eine Legende erzählt, dass die Madonnenikone bei Nikomedia nahe dem Bosporus ins Meer fiel und durch die Strömung auf Naxos angeschwemmt wurde. Die Gottesmutter Maria ist auf dem Bild stehend in Form der Hodegetria dargestellt, mit dem Jesuskind auf dem linken Arm. Es handelt sich um eine doppelseitige Ikone, auf deren Rückseite Johannes der Täufer dargestellt ist. Seit der Restaurierung durch das Byzantinische und Christliche Museum in Athen 1970, bei der verschiedene Farbschichten von Übermalungen entfernt wurden, ist das Doppelbildnis in einem drehbaren Rahmen aufgehängt, so dass man beide Seiten betrachten kann.
An der Ostseite des nördlich an das Mittelschiff angrenzenden Seitenschiffs steht ein Altar des Erzengels Michael aus dem frühen 17. Jahrhundert. Auf dem Altarbild ist der Erzengel in der Rüstung eines römischen Soldaten dargestellt, in der linken Hand eine Waage, in deren Schalen seine Seele und seine Sünden liegen, in der rechten ein Schwert, mit dem er den Teufel bekämpft. Im äußeren nördlichen Seitenschiff steht ein Altar mit dem Bild der Kreuzigung Christi, auf dem unter Jesus Christus die kniende Maria Magdalena und neben ihr stehenden der Heilige Johannes und die Jungfrau Maria erscheinen. Über Jesus schauen von einem Dreiecksbild aus dem 16. Jahrhundert Gott der Vater und der Heilige Geist auf ihn herab. Im Seitenschiff südlich des Mittelschiffs steht ein Altar für den im November 1610 heiliggesprochenen Kardinal Karl Borromäus. Das Bildnis zeigt ihn im Profil und ohne Heiligenschein, ein Indiz für die Fertigung vor der Heiligsprechung. Borromäus war Schutzherr der Kapuziner und 1539 verantwortlich für die Ordensgenehmigung der Ursulinen durch Papst Gregor XIII. Beide Orden unterhielten ein Kloster innerhalb der Mauern des Kastros von Naxos.
|                                |                             |                                |                          |
| Hochaltar mit Gnädiger Madonna | Altar des Erzengels Michael | Bildnis der Kreuzigung Christi | Altar für Karl Borromäus |

Im südlichen Seitenschiff der ehemaligen Kathedrale steht ein Altar der Jungfrau des Rosenkranzes. Das im byzantinischen Stil gefertigte Altargemälde von 1916 zeigt über einem Lebensbaum mit vielen Ästen die fünfzehn Mysterien des Rosenkranzes. Unter dem Baum befindet sich auf einer Kanzel der Heilige Dominik vor einer Menschenmenge. Darunter knien die Stifter des Altargemäldes, ein Mann und eine Frau, dargestellt in naxischer Kleidung des 17. Jahrhunderts. In einer Seitenkapelle des Kirchenschiffs befindet sich ein Altar des Rochus von Montpellier. Er erscheint dort gehend mit seinem ihm folgenden Hund. Im Besitz der Kirche befindet sich auch die seltene Ikone einer Galaktotrophousa, einer stillenden Gottesmutter.